# نغت أحمر
النغت الأحمر نوع نباتي شجري يتبع جنس النغت من الفصيلة القضبانية (باللاتينية: Betulaceae) في رتبة البلوطيات من ثنائيات الفلقة من النباتات المزهرة.

## البيئة والانتشار
موطنه غرب أمريكا الشمالية.

## الوصف النباتي
النبات شجري. الجذع محمر من الداخل. البراعم حرشفية ذات عنق في غالب الأحيان، الأوراق بسيطة ذات عنق متساقطة متبادلة منشارية أو مسننة ونادرا كاملة الإزهار وحيدة الجنس بشكل نورات زهرية أحادية المسكن وتظهر الأزهار قبل الأوراق. الأزهار الذكرية حمراء اللون، ومن هنا أخذ النبات اسمه. الثمار متعددة الوجوه منضغطة لها جناح، مجتمعة بشكل مخروط بيضوي الشكل قصير وله حراشف خشبية سميكة ودائمة تحمل كل حرشفة في قاعدتها من الداخل ثمرتين، تنضج الثمار خلال سنة واحدة.

## معرض صور

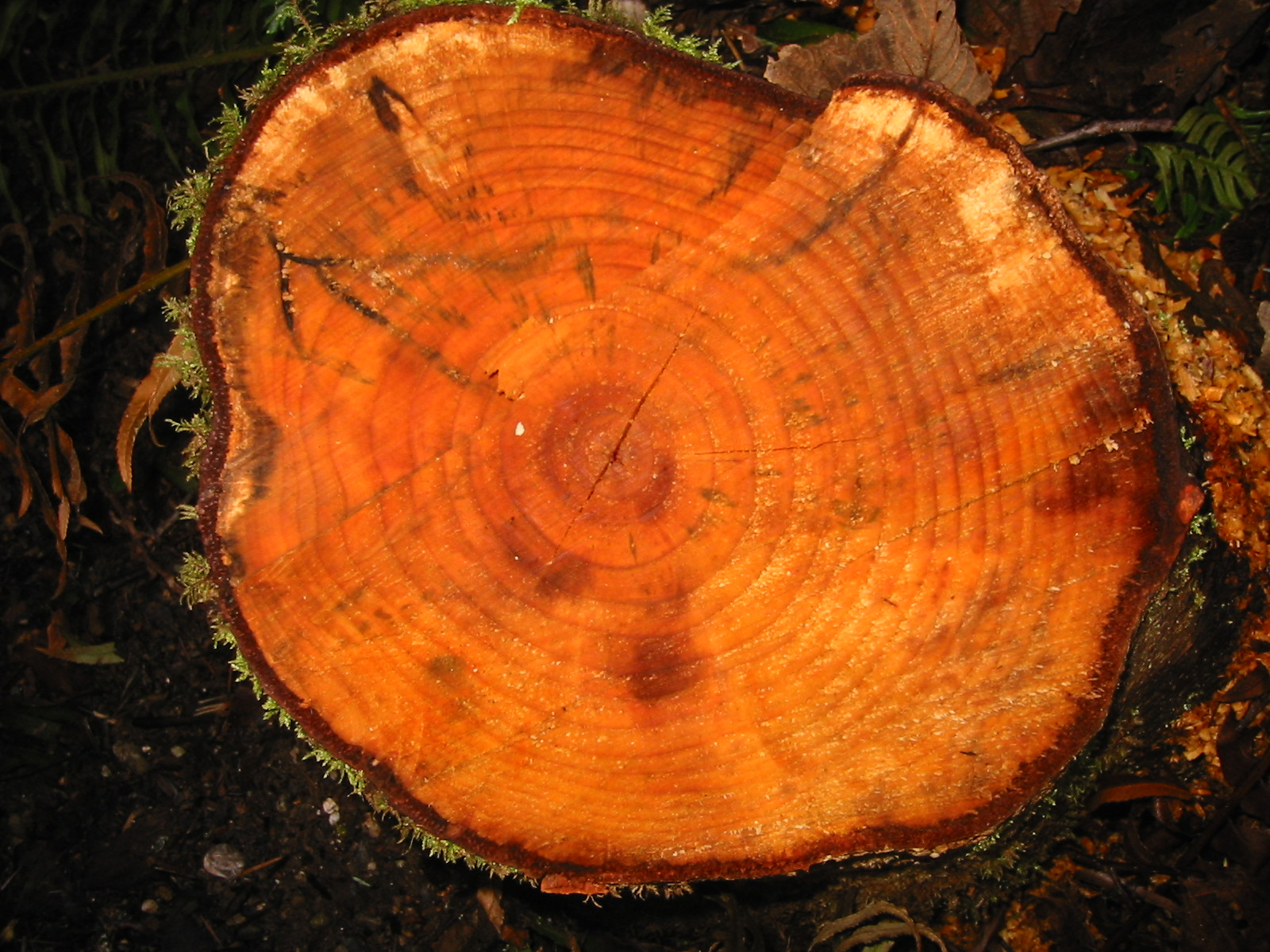
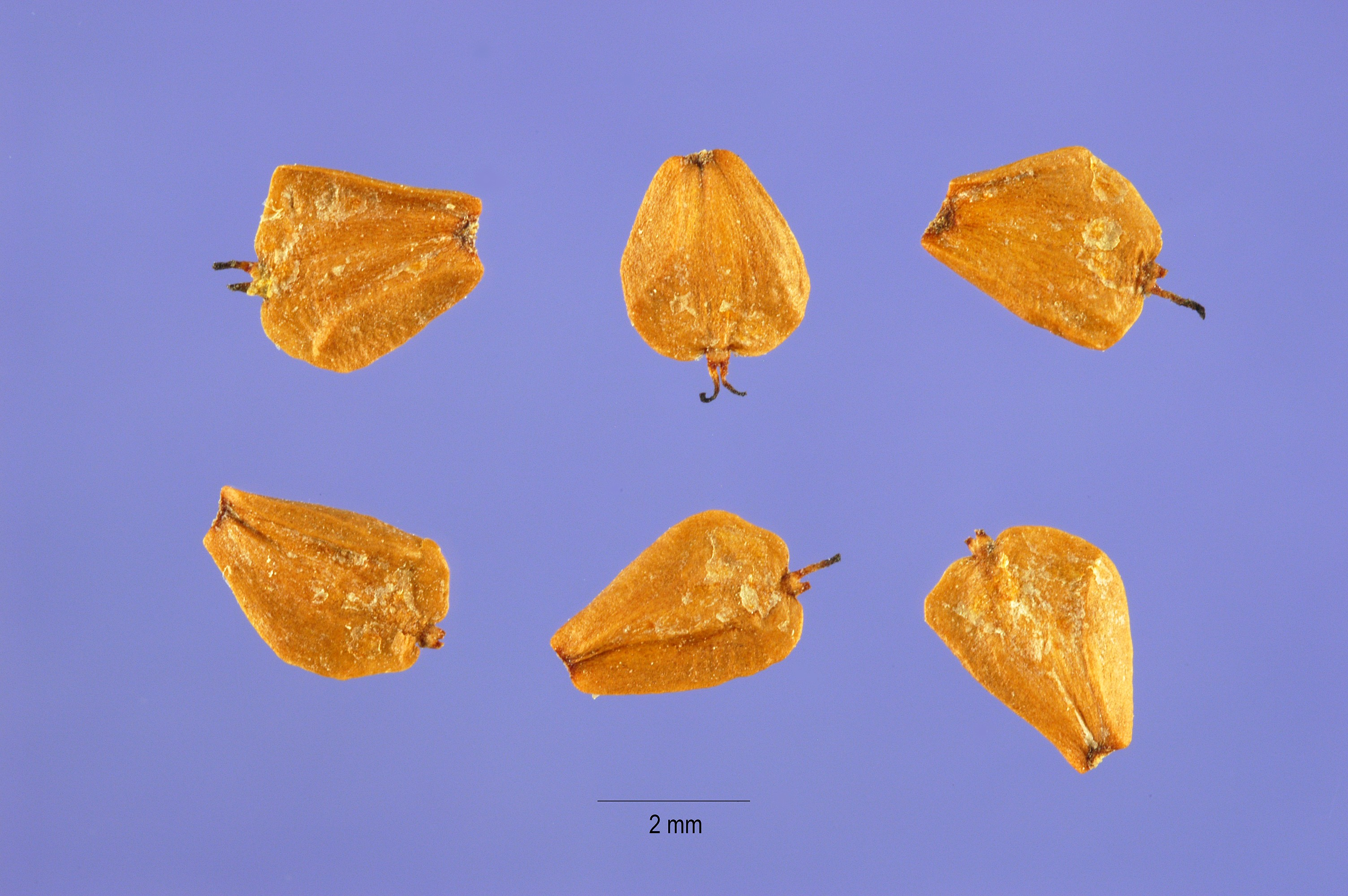
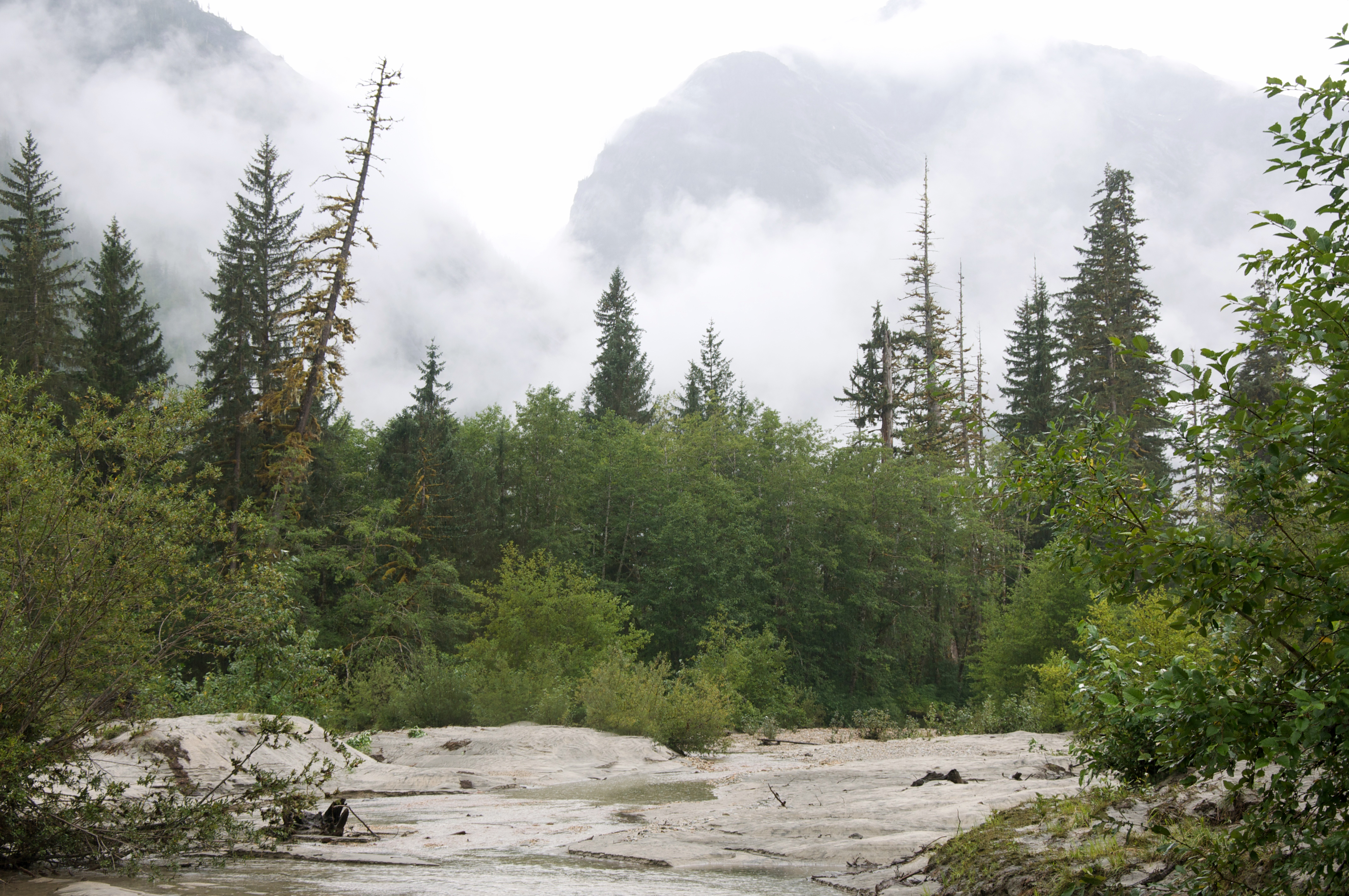